# Szlarnik syberyjski
Szlarnik syberyjski (Zosterops erythropleurus) – gatunek małego, wędrownego ptaka z rodziny szlarników (Zosteropidae). W sezonie lęgowym występuje we wschodniej Azji, zimuje w południowo-wschodniej Azji. Nie jest zagrożony. Brak podgatunków.

## Morfologia
WyglądStosunkowo duża głowa. Nie występuje wyraźny dymorfizm płciowy. Dość długi, szary dziób oraz nogi z białymi nogawkami. Żółta pierś i gardło kontrastują z oliwkowozielonym wierzchem ciała. Dookoła biała obrączka. Lotki są jednak ciemne. Rdzawobrązowe boki ciała na tle białego brzucha. Żółtawe, przechodzące w brązowe pokrywy podogonowe. Brązowy ogon.
Wymiary
- długość ciała: 10,5–11,5 cm[5]
- rozpiętość skrzydeł: 27 cm
- masa ciała: 10–13 g[5]

## Zasięg występowania
Zasiedla wschodnią Syberię, Mandżurię (północno-wschodnie Chiny) i Koreę. Zimą migruje na południe – do południowych Chin, Mjanmy, Tajlandii, północno-zachodniego Wietnamu, Laosu i Kambodży.

## Ekologia i zachowanie
BiotopLasy i zadrzewienia w pobliżu rzek.
ZachowaniePrzebywa w małych stadach, jest ruchliwy i żeruje w koronach drzew i krzewów.
GłosGłos wabiący przypomina przenikliwe „tsełi” czyża.
PożywienieZazwyczaj małe owady, czasami niewielkie ilości owoców.
LęgiSezon lęgowy trwa prawdopodobnie od końca maja do sierpnia. Najprawdopodobniej wyprowadza 2 lęgi. Gniazdo mieści się w rozwidleniu gałęzi. 2–4 jaj wysiaduje przez 10–12 dni. Młode potrafią latać po 11–14 dniach.

## Status zagrożenia
W Czerwonej księdze gatunków zagrożonych Międzynarodowej Unii Ochrony Przyrody (IUCN) szlarnik syberyjski został zaliczony do kategorii najmniejszej troski (LC, Least Concern). Trend liczebności populacji oceniany jest jako spadkowy ze względu na postępujące niszczenie i fragmentację siedlisk.